# Lunàdigas
Lunàdigas, ovvero delle donne senza figli è un film documentario del 2016 ideato e diretto da Nicoletta Nesler e Marilisa Piga. Il film raccoglie le testimonianze di donne italiane di diversa provenienza, condizione sociale ed età che raccontano il motivo per cui hanno deciso di non diventare madri. Il docufilm ha vinto il premio come miglior documentario al Porn Film Festival Berlin (Berlino) e il premio come miglior lungometraggio al Chouftouhonna Festival di Tunisi.

## Trama
Lunàdigas è una parola della lingua sarda usata dai pastori per definire le pecore che in certe stagioni non si riproducono: le autrici l'hanno scelta per definire le donne che non hanno figli. Il documentario esplora questa condizione personale e sociale, ancora causa di stigmi e pregiudizi, facendo raccontare alle dirette interessate la propria esperienza in prima persona. Tra le intervistate ci sono donne anonime, donne celebri (come anche l'astrofisica Margherita Hack e la scrittrice Melissa Panarello) e le stesse autrici, le cui testimonianze, nel corso del film, fanno da commento e da collante di tutte le storie raccolte. Le interviste sono intervallate da una serie di "monologhi impossibili" (scritti da Carlo A. Borghi e interpretati da Monica Trettel) con cui si dà voce alle donne famose che non hanno avuto figli (da Coco Chanel a Rosa Luxemburg).